# Korkinmäki
Korkinmäki är en kulle i Finland.  Den ligger i staden Vanda (delområden Brännberga i stadsdelen Korso) den ekonomiska regionen  Helsingfors  och landskapet Nyland, i den södra delen av landet, 23 km norr om huvudstaden Helsingfors. Toppen på Korkinmäki är 60 meter över havet.
Terrängen runt Korkinmäki är platt. Runt Korkinmäki är det tätbefolkat, med 709 invånare per kvadratkilometer. Närmaste större samhälle är Vanda, 8,1 km söder om Korkinmäki. I omgivningarna runt Korkinmäki växer i huvudsak barrskog.